# Детский мир (Киев)
Детский мир (укр. Дитячий світ) — модернистское здание в Днепровском районе Киева, расположенное вблизи станции метро «Дарница».

## История

### Проект и строительство
Здание «Детского мира» было заказано Министерством торговли Украинской ССР для открытия крупнейшего в республике детского универмага, который до этого располагался в помещениях Пассажа на Крещатике. Для «Детского мира» был выбран участок в Комсомольском массиве (сейчас — Северо-Броварской массив), близ станции метро «Дарница». 31 января 1972 года Киевский городской исполнительный комитет официально выделил данный участок Главному управлению торговли Киева для начала строительства. Архитекторами были выбраны Владимир Залуцкий и Юрий Бородкин — сотрудники института «КиевЗНИИЭП», который занимался проектированием всего массива.
Строительство было начато в 1974 году и было завершено спустя почти 13 лет. При сооружении «Детского мира» неоднократно менялись подрядчики, конструкторы и инженеры, поскольку сооружение останавливали из-за экономии строительных материалов и попыток упрощения проекта.

### Архитектура проекта

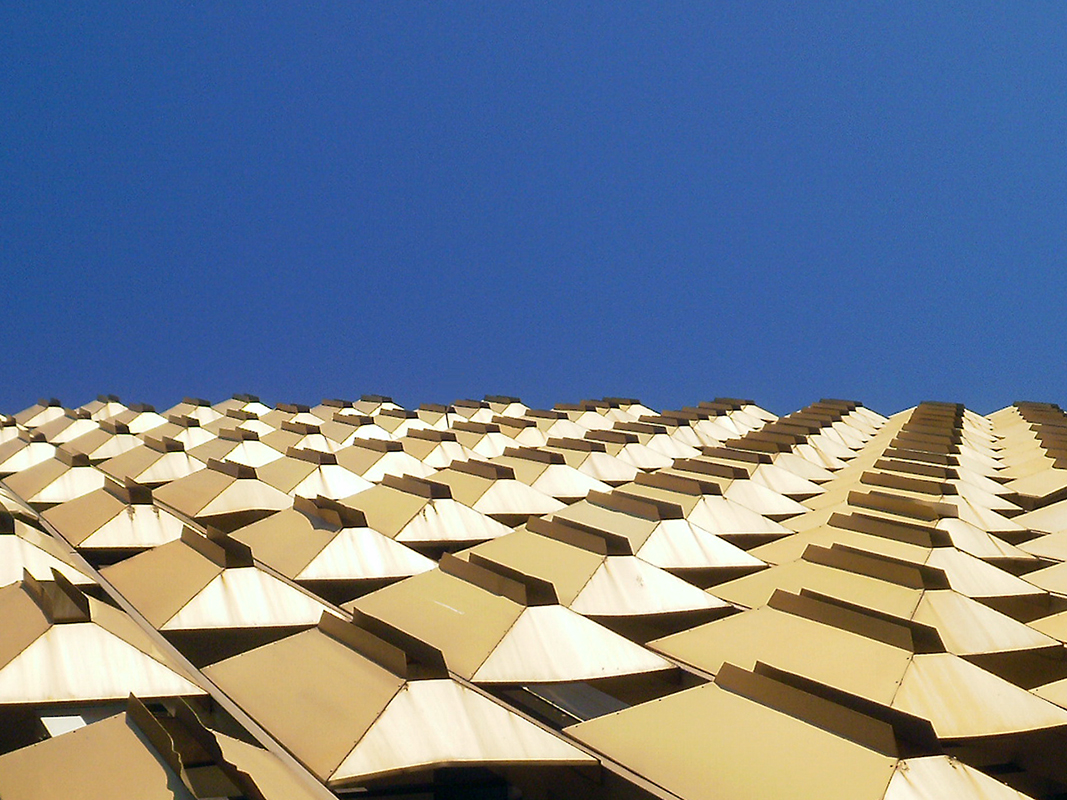
Элементы фасада, 2011 год

Главный фасад украшен перфорированным солнцезащитным металлическим навесом бронзово-золотистого цвета, который был изготовлен на Броварском алюминиевом заводе. По словам Залуцкого, сетчатая и мелкая структура фасада применена для выделения и контрастирования здания «Детского мира» на фоне соседних многоэтажных жилых домов. Элементы алюминиевого фасада были сделаны в форме вытянутой пирамиды. Всего же для здания «Детского мира» было использовано 20 тонн алюминия.
Вдоль заднего фасада была предусмотрена подземная эстакада и разгрузочная платформа для отделения процесса разгрузки и приёма товаров от основных помещений универмага. Владимир Залуцкий планировал разместить подземную платформу от «Детского мира» и до гостиницы «Братислава», между которыми должен был быть построен малоэтажный торговый комплекс. Тем не менее этот проект реализован не был.
Паркинг у универмага был рассчитан на почти 100 автомобилей.

### Дальнейшая судьба

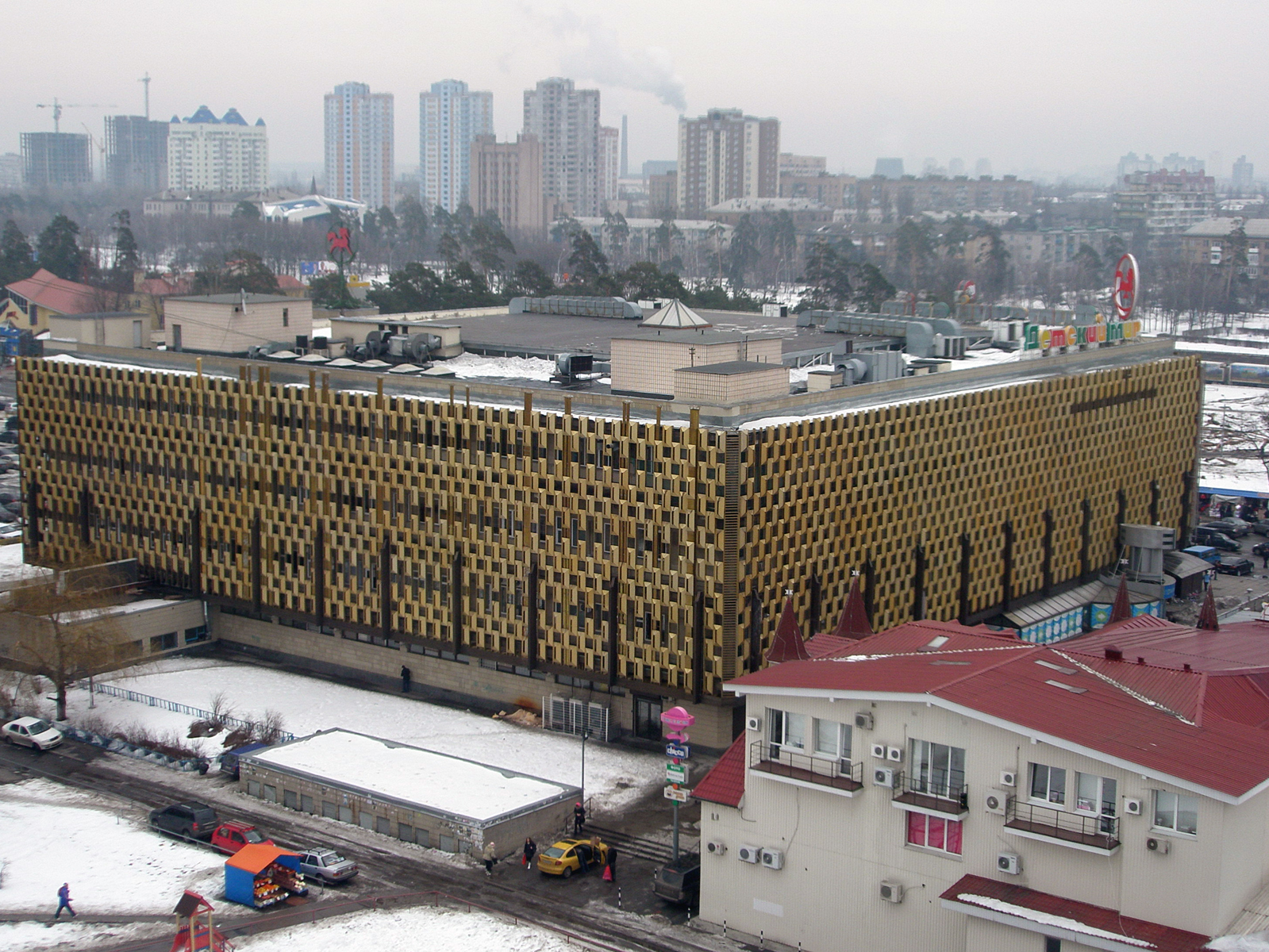
2010 год

Официальное открытие «Детского мира» прошло 1 июля 1987 года. 4 июля 1993 года на собрании трудового коллектива было принято решение о создании акционерного общества «Универмаг „Детский мир“». Данное решение было утверждено 25 февраля 1994 года. Председателем универмага была избрана Светлана Полутова, которая с 1984 года являлась руководителем киевского «Детского мира». В августе 1997 года в Едином государственном реестре юридических лиц был зарегистрирован ПАО «Универмаг „Детский мир“», конечными бенифициарами которого являлись Светлана Полутова и её сын Дмитрий Полутов.
В 2003 году стало известно, что компания Real Estate Solutions разработала проект строительства пятиэтажного здания на месте парковки, которое должно было соединено переходом с «Детским миром». Тем не менее, строительство здания откладывалось, поскольку на эти нужды требовалось 35 млн евро. Вновь к идее строительства соседнего с «Детским миром» здания руководство вернулось в 2011 году. Тогда директор предприятия Дмитрий Полутов заявлял о планах построить шестиэтажный объект.
В декабре 2012 года в здании был открыт океанариум «Морская сказка». По состоянию на 2015 год в здании располагались магазин сети бытовой техники «Фокстрот» и супермаркет Varus.
К концу 2010-х годов территория у «Детского мира» была застроена множеством торговых объектов малой архитектурной формы, фасад здания был завешен рекламными баннерами, покрытие ряда панелей потеряло первоначальный вид, а часть креплений были подвержены коррозии.
В марте 2021 года был презентован проект реконструкции «Детского мира», разработанный компанией Edelburg Development. Данный проект предусматривал демонтаж алюминиевых панелей и украшение фасада цветными полосами. Изменение облика «Детского мира» вызвало критику проекта, в частности от архитектора здания Владимира Залуцкого. После этого руководство «Детского мира» остановило проект реконструкции и объявило новый архитектурный конкурс. На новом конкурсе победу одержал проект Дмитрия Аранчия (Aranchii Architects), предполагающий сохранение оригинального фасада.